# Ocnotelus lunatus
Ocnotelus lunatus là một loài nhện trong họ Salticidae.
Loài này thuộc chi Ocnotelus. Ocnotelus lunatus được Cândido Firmino de Mello-Leitão miêu tả năm 1947.